# 科伊·扬
科伊·扬（英語：Khoi Young，2002年12月31日—），美国男子竞技体操运动员，2023年泛美竞技体操锦标赛男子团体全能和男子鞍马金牌得主、2023年世界竞技体操锦标赛男子鞍马和男子跳马银牌得主、男子团体全能铜牌得主。